# منتخب جمهورية الكونغو الديمقراطية لكرة السلة
منتخب جمهورية الكونغو الديمقراطية الوطني لكرة السلة (بالفرنسية: Équipe de République démocratique du Congo de basket-ball)‏ هو ممثل جمهورية الكونغو الديمقراطية الرسمي في المنافسات الدولية في كرة السلة .